# Антикорозійні поліуретанові покриття
Антикорозі́йні поліурета́нові покриття́ — поліуретанові покриття, що мають високу адгезією до металів (алюмінієвим і магнієвим сплавам, сталі, титану, цинку) і неметалів (бетону, дереву, склопластикам), достатньою пружністю, стійкістю до стирання і зносу, стійкістю до старіння, радіаційною стійкістю, стійкістю до дії атмосферних чинників, води, кислот, лугів, розчинників, мийних засобів.
Для різних композицій поліуретанів вказані властивості виражені в різному ступені: деякі з них посідають також і електроізоляційними властивостями. У зв'язку з цим вибір композиції для нанесення покриття ставиться в залежність від умов експлуатації виробів, що захищаються.

## Принцип дії
Ізоціанат, що міститься у складі поліуретанів реагує з водою (якщо вона є на поверхні, що покривається), чим усувається дія її на розвиток корозії і на зниження адгезії. Тому застосування поліуретанових лаків особливе бажано для захисту від корозії металоконструкцій (особливо сталевих).

## Характеристики
Одним з найкращих поліуретанових покриттів, використовуваних у вітчизняній промисловості для захисту металевих конструкцій від корозії, є покриття, що отримується на основі лаку УР-930 з диетиленглікольуретаном (ДГУ) як розчинник і отверджувач і окислом хрому як пігмент, таке покриття разом з високими антикорозійними властивостями має добрі фізико-механічні  і електроізоляційні властивості, а також стійкістю до дії агресивних середовищ.

## Захисні властивості
Захисні властивості вітчизняних пенополіуретанов ППУ-3Н і ППУ-304Н були випробувані на листових зразках товщиною 1 мм дуралюміну Д-16 (плакованого, неплакованого, анодованого н неанодованого ) і вуглецевій сталі (кадміованої, оцинкованої, такої, що піддавалася кадмуванню чи цинкуванню). На заздалегідь знежирені пластинки був нанесений за допомогою напилювачів устави «Пена-1» шар пінопласту завтовшки 13—15 мм. Отримані у такий спосіб зразки були встановлені з нахилом пластинки 45° до горизонту в приміщенні із звичайним повітряним середовищем і середовищем з 100%-вою вологістю і температурою 50 °C. Щотижня протягом 6 місяців на зразках вирізували ділянку покриття розміром 10×10 мм і перевіряли візуально стан металу під пінопластом; крім того, методом трикутника оцінювали якість адгезії пінопласту до металу. Результати випробувань показали, що покриття на основі пенополіуретанів ППУ-ЗН і ППУ-304Н надійно забезпечують захист від корозії дуралюміну Д-16 (плакованогоі неплакованого анодованого), а також вуглецевої сталі (кадмійованої і оцинкованої), але не забезпечують захист від корозії вуглецевої сталі, що не піддалась кадмуванню або цинкуванню (на деяких зразках після 3 місяців випробувань були виявлені сліди корозії). Пенополіуретан ППУ-304Н, крім того, не забезпечує захист дуралюміну Д-16 неплакованого і неанодованого. Очевидно, для захисту від корозії цих металів необхідно розробити спеціальні рецептури пенополіуретанів, до складу яких входять відповідні інгібітори корозії.

## Застосування
Пінополіуретанові покриття металоконструкцій з метою захисту їх від корозії застосовуються у ряді країн. Досвід експлуатації поліуретанових покриттів показав, що вони протягом декількох років зберігають первинний блиск, не жовтіють, не фарбуються, легко очищаються від забруднень.
Поліуретанові лаки знайшли застосування і для захисту висотних залізобетонних споруд (димарі і градирні, де раніше використовували покриття на основі бітумних матеріалів, що характеризуються невисокою експлуатаційною стійкістю. Вживані для цієї мети покриття на основі однокомпонентного поліуретанового лаку УР-19 з триетиламіном як отверджувач, твердіють в природних умовах, володіють високими фізико-механічними властивостями, достатньою термостійкістю і кислотостійкістю. Покриття наносять розпилюванням на поверхню бетону, заздалегідь очищену металевими щітками і прошпакльовану цементно-піщаним розчином. Покриття можна наносити на бетон, що не просох, що дозволяє суміщати бетонні і лакофарбні роботи і скорочує терміни зведення залізобетонних споруд.
Лак УР-19 наносять також на металеві і дерев'яні конструкції.
Як електроізоляційне покриття, стійке до одночасної дії температури і вологості, застосовується поліуретановий лак 976-1, отримуваний на основі змішання напівфабрикату 976-1 з толуілендізоціанатом 102-Т. Цей лак наносять у два шари; сушіння покриття проводиться при 90 °C: першого шару — протягом 30—40 хв, другого — 5 год.
Для захисту від корозії електропроводів застосовуються лаки УЛ-1 і УЛ-2, які наносять способом занурення з подальшим простяганням дроту через отвір, що калібрується. Покриття підлягає сушці при 180 °C протягом 1 год.
Антикорозійні поліуретанові покриття набули поширення і за кордоном.
У  США і Франції поліуретанові лаки наносять на палуби і палубні надбудови, а також внутрішні поверхні димарів вантажних суден і танкерів. Відоме, зокрема, успішне застосування на танкерах і рефрижераторах чотиришарового покриття: перший шар — епоксидна ґрунтовка; другий — поліуретан, третій і четвертий шари — поліуретан великої жорсткості. Завдяки стійкості до дії нафти, олив і мийних засобів, незаймистості і зносостійкості поліуретанові покриття почали наносити і в машинних відділеннях суден.
Для антикорозійного захисту трубопроводів, підлог і ємкостей, на які впливають агресивні середовища, у США розроблено поліуретанове покриття «Міктікоут», що не містить розчинників. Таке покриття при товщині шару 250 мкм забезпечує антикорозійний захист виробів у важких експлуатаційних умовах при дії розчинів різних кислот, лугів, жирів, олив протягом 20 років.
Набули поширення також водостійкі, двокомпонентні склади, що є комбінаціями поліуретанів з кам'яновугільним бітумом. Антикорозійні властивості мають і поліуретанові пінопласти (пенополіуретани), широко використовувані для теплоізоляції.
В Англії розроблено пінополіуретанове покриття на основі ізоціаната «Супросек 1160» і поліефірів «Дальтолака 1180» і «Дальтолака 2190» з додаванням для підвищення стійкості до дії води і агресивних середовищ касторової олії і епоксидної смоли; пігментом є окис заліза. Це покриття вже застосовується в різних галузях машинобудування.
У Німеччині пінополіуретанові покриття наносять на магістральні підземні трубопроводи, при цьому одночасно досягається захист їх від корозії і теплоізоляції. Раніше ці трубопроводи, що піддаються руйнівній дії конденсаційної вологи, забарвлювали, причому через кожні два- три роки доводилося відновлювати забарвлення; ця операція у зв'язку з необхідністю виконання більшого об'єму земляних робіт була дуже трудомісткою.

## Нанесення
Випробування показали, що наносити пенополіуретани на поверхню найдоцільніше напиленням, оскільки це не тільки сприяє значному підвищенню продуктивності праці, але і веде до істотного збільшення ефективності покриття. Такі покриття захищають поверхню металу не тільки за рахунок властивостей шару пінопласту, але і за рахунок плівок, що утворюються при його спінюванні, як з боку зовнішнього середовища, так і з боку металу.
Антикорозійні поліуретанові покриття наносять за допомогою пістолетів повітряного або безповітряного розпилювання, накаткою, пензлем і іншими способами. Життєздатність початкових композицій поліуретанів становить від 4 до 24 год.
При складанні і застосуванні поліуретанових композицій слід мати на увазі необхідність швидкого і ретельного очищення використовуваної технологічної апаратури відразу ж після нанесення покриття, а також необхідність строгого дотримання вимог техніки безпеки у зв'язку з токсичністю деяких компонентів рецептури.